# Big Wells
Big Wells is een plaats (city) in de Amerikaanse staat Texas, en valt bestuurlijk gezien onder Dimmit County.

## Demografie
Bij de volkstelling in 2000 werd het aantal inwoners vastgesteld op 704.
In 2006 is het aantal inwoners door het United States Census Bureau geschat op 745, een stijging van 41 (5,8%).

## Geografie
Volgens het United States Census Bureau beslaat de plaats een oppervlakte van
1,4 km², geheel bestaande uit land. Big Wells ligt op ongeveer 164 m boven zeeniveau.

## Plaatsen in de nabije omgeving
De onderstaande figuur toont nabijgelegen plaatsen in een straal van 28 km rond Big Wells.